# Бийак
Бийа́к (фр. и окс. Bilhac) — коммуна во Франции, находится в регионе Лимузен. Департамент — Коррез. Входит в состав кантона Больё-сюр-Дордонь. Округ коммуны — Брив-ла-Гайярд.
Код INSEE коммуны — 19026.
Коммуна расположена приблизительно в 440 км к югу от Парижа, в 110 км южнее Лиможа, в 36 км к югу от Тюля.

## История
До 10 августа 2007 года коммуна называлась Бийак (фр. Billac).

## Население
Население коммуны на 2008 год составляло 220 человек.
| 1962 | 1968 | 1975 | 1982 | 1990 | 1999 | 2008 |
| ---- | ---- | ---- | ---- | ---- | ---- | ---- |
| 221  | 234  | 205  | 211  | 211  | 192  | 220  |

## Экономика
В 2007 году среди 120 человек в трудоспособном возрасте (15-64 лет) 72 были экономически активными, 48 — неактивными (показатель активности — 60,0 %, в 1999 году было 67,0 %). Из 72 активных работали 66 человек (34 мужчины и 32 женщины), безработных было 6 (4 мужчин и 2 женщины). Среди 48 неактивных 8 человек были учениками или студентами, 26 — пенсионерами, 14 были неактивными по другим причинам.

## Достопримечательности
- Церковь Сен-Мартен (XII—XIII года). Памятник истории с 1925 года[3]